# Бърбанк
Бърбанк, среща се и като Бърбенк (на английски: Burbank, произнася се Бърбенк) е град в окръг Лос Анджелис в щата Калифорния, САЩ. Бърбанк е с население от 105 400 жители (приблизителна оценка 2004 г.) и обща площ от 45 km². Градът е кръстен на Дейвид Бърбанк, зъболекар и предприемач от Ню Хампшър. Бърбанк получава статут на град на 8 юли 1911 г., а първият му кмет става Томас Стори.
В Бърбанк е седалището на филмовото студио „Walt Disney Animation Studios“.

## Известни личности
Родени в Бърбанк
- Тим Бъртън (р. 1958), режисьор
- Деби Дънинг (р. 1966), актриса
- Микайла Мендес (р. 1980), порнографска актриса
- Бони Райт (р. 1949), музикантка
- Рене Русо (р. 1954), актриса и модел
- Марк Хармън (р. 1951), актьор

Починали в Бърбанк
- Стив Джеймс (1952 – 1993), актьор
- Уили Диксън (1915 – 1992), музикант
- Уолт Дисни (1901 – 1966), предприемач
- Дуейн Макдъфи (1962 – 2011), писател
- Боб Хейстингс (1925 – 2014), актьор